# Copa México 1945-1946
La Copa México 1945-1946 è stata la trentesima edizione del secondo torneo calcistico messicano e la terza nell'era professionistica del calcio messicano. È cominciata il 23 giugno e si è conclusa il 14 luglio 1946. La vittoria finale è stata dell'Atlas.

## Formula
Le 16 squadre partecipanti si affrontano in turni ad eliminazione diretta in gara unica.

### Ottavi di finale
| Squadra 1      | Risultato | Squadra 2        |
| -------------- | --------- | ---------------- |
| 23 giugno 1946 |           |                  |
| A.D.O.         | 3 - 1     | Moctezuma        |
| Puebla         | 5 - 0     | León             |
| Marte          | 1 - 5     | Atlante          |
| Monterrey      | 1 - 6     | Atlas            |
| Oro            | 4 - 2     | Real Club España |
| San Sebastián  | 2 - 5     | América          |
| Tampico        | 5 - 1     | Asturias         |
| Veracruz       | 6 - 2     | Guadalajara      |

### Quarti di finale
| Squadra 1      | Risultato     | Squadra 2 |
| -------------- | ------------- | --------- |
| 30 giugno 1946 |               |           |
| América        | 3 - 2         | Oro       |
| Atlas          | 6 - 3         | Tampico   |
| Puebla         | 1 - 2(d.t.s.) | A.D.O.    |
| Veracruz       | 2 - 4         | Atlante   |

## Semifinali
| Città del Messico 6 luglio 1946, ore 15:00                                    | Atlante   | 3 – 0 | A.D.O. | Parque Asturias |
| \| \| \| \| \| 2’, 73’ Horacio Casarín 59’ Martín Vantolrá \| Marcatori \| \| |           |       |        |                 |
|                                                                               |           |       |        |                 |
| 2’, 73’ Horacio Casarín 59’ Martín Vantolrá                                   | Marcatori |       |        |                 |

| Guadalajara (Messico) 6 luglio 1946, ore 15:00                                               | Atlas     | 3 – 0 | América | Parque Oro |
| \| \| \| \| \| 21’ Luis Carniglia 57’ Eduardo Valdatti 77’ Rodrigo Solano \| Marcatori \| \| |           |       |         |            |
|                                                                                              |           |       |         |            |
| 21’ Luis Carniglia 57’ Eduardo Valdatti 77’ Rodrigo Solano                                   | Marcatori |       |         |            |

## Finale
| Città del Messico 14 luglio 1946, ore 15:00 | Atlante   | 5 – 4 (d.t.s.)                                            | Atlas | Parque Asturias |
| \| \| \| \| \| 16’, 32’, 88’ (rig.) Norberto Pairoux 101’ Antonio Flores 112’ Rodrigo Solano \| Marcatori \| Mateo Nicoláu 6’, 57’ Martín Vantolrá 74’ Rafael Meza 94’ \| |           |                                                           |       |                 |
| |           |                                                           |       |                 |
| 16’, 32’, 88’ (rig.) Norberto Pairoux 101’ Antonio Flores 112’ Rodrigo Solano                                                                                             | Marcatori | Mateo Nicoláu 6’, 57’ Martín Vantolrá 74’ Rafael Meza 94’ |       |                 |

### Verdetto Finale
- L'Atlante vince la Coppa México 1945-1946.

## Coppa "Campeón de Campeones" 1946
- Partecipano le squadre vincitrici del campionato messicano: Veracruz e della coppa del Messico: Atlas. L'Atlas si aggiudica il titolo.

### Finale
| Città del Messico 21 luglio 1946, ore 15:00 | Atlas      | 3 – 2 | Veracruz | Parque Asturias |
| \| \| \| \| \| 43’ (rig.) Norberto Pairoux 56’ Antonio Flores 87’ Luis Carniglia \| Marcatori \| Luis de la Fuente 24’ Julián Durán 36’ \| \| Ángel Torres Felipe Zetter Juan González Gómez Jesús Silva Eduardo Valdatti Jesús Aldrete Antonio Flores Luis Carniglia Norberto Pairoux Rodrigo Solano Fidencio Casillas \| Formazioni \| Joaquín Urquiaga Boarco Felipe Velásquez Jesús García Rufino Lecca “Negro” León Lazcano Julián Durán Raymundo González Luis de la Fuente Jorge Enrico \| \| Eduardo Valdatti \| Allenatori \| Enrique Palomini \| |            | |          |                 |
| |            | |          |                 |
| 43’ (rig.) Norberto Pairoux 56’ Antonio Flores 87’ Luis Carniglia | Marcatori  | Luis de la Fuente 24’ Julián Durán 36’ |          |                 |
| Ángel Torres Felipe Zetter Juan González Gómez Jesús Silva Eduardo Valdatti Jesús Aldrete Antonio Flores Luis Carniglia Norberto Pairoux Rodrigo Solano Fidencio Casillas | Formazioni | Joaquín Urquiaga Boarco Felipe Velásquez Jesús García Rufino Lecca “Negro” León Lazcano Julián Durán Raymundo González Luis de la Fuente Jorge Enrico |          |                 |
| Eduardo Valdatti | Allenatori | Enrique Palomini |          |                 |